# Алфертищево
Алферти́щево — деревня в городском округе Серпухов Московской области России.
Расположена в южной части округа, на правом берегу Оки на расстоянии 1 км от восточной границы города Пущина. У северной окраины деревни на противоположенном холме имеются выходы известняков.

## Население
| 2002 | 2006 | 2010 |
| ---- | ---- | ---- |
| 13   | ↗34  | ↘26  |

## История
Известна с XVI века как деревня Олфертищево. В 1578 году подарена царём Пафнутьево-Боровскому монастырю. В 1678 году в Алфертищеве было 10 дворов и 40 душ казённых крестьян мужского пола. В 1859 году — 22 двора и 128 душ крестьян. В 1925 году — 23 дома (2 каменных), 203 жителя, 23 сада, 13 ульев пчёл.
В советское время — входила в Балковский сельский совет, в 1994—2006 годах — в Балковский сельский округ, с 2006 по 2018 — в состав сельского поселения Липицкое Серпуховского района.